# 梅日吉爾
48°31′43″N 26°37′2″E / 48.52861°N 26.61722°E
梅日吉爾（烏克蘭語：Межигір），是烏克蘭的村落，位於該國西部赫梅利尼茨基州，由卡緬涅茨-波多利斯基區負責管轄，面積0.38平方公里，2001年人口113，人口密度每平方公里295人。